# Otto Roettig
Otto Roettig (* 22. Juli 1887 in Mühlhausen in Thüringen; † 18. August 1966 in Kassel) war ein deutscher General der Infanterie im Zweiten Weltkrieg.

## Leben
Roettig diente als Offizier im Ersten Weltkrieg. In der Zwischenkriegszeit war er bei der Schutzpolizei beschäftigt. Er diente in der Wehrmacht im Zweiten Weltkrieg unter anderem als Kommandeur der 198. Infanterie-Division. Im Frühjahr 1943 wurde Roettig mit der Führung vom LXVI. Reservekorps beauftragt. Aber schon Mitte 1943 ernannte man ihn zum Leiter der Dienststelle des Generalinspekteurs für das Kriegsgefangenenwesens im OKW. Er wurde bis 1947 in britische Kriegsgefangenschaft, unter anderem in Island Farm, festgehalten.
- 2. Oktober 1905 Fahnenjunker
- 14. Juni 1906 Fähnrich
- 27. Januar 1907 Leutnant
- 24. Dezember 1914 Oberleutnant
- 18. August 1916 Hauptmann
- 13. Juli 1921 Major
- 1. Januar 1934 Oberstleutnant
- 20. April 1935 Oberst
- 1. Juni 1939 Generalmajor
- 1. Juni 1941 Generalleutnant
- 1. August 1943 General der Infanterie

## Auszeichnungen
Otto Roettig erhielt u. a. folgende Orden und Auszeichnungen (Verleihungsdatum jeweils in Klammern)
- Eisernes Kreuz (1914) II. und I. Klasse (4. Oktober 1914 / 23. Oktober 1915)
- Hanseatenkreuz Lübeck (13. September 1917)
- k.u.k. Militärverdienstmedaille
- k.u.k. Militärverdienstkreuz III. Klasse mit Kriegsdekoration
- Verwundetenabzeichen in Weiß
- Frontkämpferehrenkreuz (1934)
- Dienstauszeichnung I. - IV. Klasse (2. Oktober 1936)
- Spange zum Eisernen Kreuz II. und I. Klasse (17. April 1940 / 15. Juli 1940)
- rumänischer Militärorden Michael der Tapfere III. Klasse
- Ostmedaille (28. Juli 1942)
- Deutsches Kreuz in Gold (1. März 1943)